# Стор Мемурутінден
Стор Мемурутінден — восьма за висотою гора в Норвегії. Вона знаходиться в муніципалітеті Лом у графстві Іннландет, Норвегія. Гора має висоту 2367 м і розташована на горах Мемурутіндене в національному парку Ютунгаймен. Гора простягається приблизно на 30 км на південь від села Фоссбергом і приблизно на 50 км на південний захід від села Вегемо. Гора оточена кількома іншими відомими горами, включаючи Лейрхой, Вебреахестен і Веобретінден на півночі; Веотінден на північному сході; Астре Мемурутинден на сході; Блобреахое і Суртнінгссуе на південному сході; Рейнстінден на півдні; Сьоре Гелстугутінден, Нестсоре Геллстугутінден, Сторе Геллстугутінден і Мідтре Геллстугутінден на південному заході; і Нордре Геллстугутінден на заході.

## Назва
Першим елементом є стара назва річки Мемуру (тепер вона називається Муру). Останній елемент — кінцева форма слова tind, що означає «гірська вершина». Назва річки походить від дієслова mara, що означає «копати», перший елемент Me- походить від давньоскандинавського mið, що означає «посередині», тому що гирло річки знаходиться майже точно в середині озера Ґєндін. Перше слово Стор означає «великий».